# Discografia di Magdolna Rúzsa
Questa pagina contiene la discografia della cantante pop rock ungherese Magdolna Rúzsa.

## Album
| Anno | Dettagli                                                                                      | Posizione massima | Vendite                  |
| Anno | Dettagli                                                                                      | HUN               | Vendite                  |
| ---- | --------------------------------------------------------------------------------------------- | ----------------- | ------------------------ |
| 2006 | A döntőkben elhangzott dalok - Pubblicato: 6 giugno 2006 - Etichetta: Universal Music Hungary | 1                 | - Ungheria: 70 000 copie |
| 2006 | Ördögi angyal - Pubblicato: 20 novembre 2006 - Etichetta: CLS Records                         | 1                 | - Ungheria: 36 000 copie |
| 2007 | Kapcsolat koncert - Pubblicato: 1º novembre 2007 - Etichetta: CLS Records                     | 7                 | - Ungheria: 15 000 copie |
| 2008 | Iránytű - Pubblicato: 5 novembre 2008 - Etichetta: CLS Records                                | 2                 | - Ungheria: 7 500 copie  |
| 2011 | Magdaléna Rúzsa - Pubblicato: 28 novembre 2011 - Etichetta: Magneoton                         | 2                 | - Ungheria: 7 500 copie  |
| 2012 | Tizenegy - Pubblicato: 11 dicembre 2012 - Etichetta: Magneoton                                | 7                 | - Ungheria:              |

## Singoli
| Anno | Singolo             | Posizione massima | Album                        |
| Anno | Singolo             | HUN               | Album                        |
| ---- | ------------------- | ----------------- | ---------------------------- |
| 2006 | "Most élsz"         | 2                 | A döntőkben elhangzott dalok |
| 2006 | "Aprócska blues"    | 9                 | Ördögi angyal                |
| 2007 | "Hip-hop"           | 6                 | Ördögi angyal                |
| 2007 | "Vigyázz a madárra" | 9                 | Ördögi angyal                |
| 2008 | "Rövid utazás"      | —                 | Iránytű                      |